# Kweneng
Kweneng is een district in het zuidoosten van Botswana. Het district is het enige dat nergens grenst aan een ander land. Kweneng grenst wel aan de districten Central in het noordoosten, Kgatleng in het oosten, South-East in het zuidoosten, Southern in het zuiden, Kgalagadi in het zuidwesten en Ghanzi in het noordwesten. De districtshoofdplaats Molepolole telt meer dan 65 duizend inwoners. Andere grote plaatsen zijn Mogoditshane (46.000) en Thamaga (21.000).
Kweneng beslaat het historische leefgebied van de Bakwena. Zij waren het eerste volk dat
in de 19de eeuw tot het christendom werd bekeerd door David Livingstone.

## Subdistricten
- Kweneng East
- Kweneng West

Central · Ghanzi · Kgalagadi · Kgatleng · Kweneng · North-East · North-West · South-East · Southern